# Samson Dauda
Samson Dauda (* 11. März 1986 in Lagos) ist ein nigerianisch-britischer Bodybuilder, der in der offenen Bodybuilding-Abteilung der Männer in der IFBB Pro League antritt. Er errang 2024 den Titel des Mr. Olympia.

## Leben
Samson Dauda wurde am 11. März 1986 in Lagos, Nigeria, geboren. Als Teenager zog er nach Großbritannien, wo er sich zunächst auf Rugby konzentrierte. Seine Rugby-Teamkollegen und der Fitnessstudiobesitzer Chris Jones ermutigten ihn, mit dem Bodybuilding anzufangen. Nachdem er Phil Heath bei Mr. Olympia 2013 gesehen hatte, konzentrierte Dauda sich auf Wettkampfbodybuilding und nahm im April 2014 an seinem ersten Bodybuilding-Wettbewerb teil. Zu Beginn arbeitete Dauda auf dem Bau und als Wartungsarbeiter in einem Pflegeheim. 2020 beschloss er während einer Show in Südkorea, seinen Job aufzugeben, um sich ganz auf seine Bodybuilding-Karriere zu konzentrieren.
Dauda erhielt 2017 seine IFBB-Pro-Karte, nachdem er den Gesamttitel beim IFBB Amateur Diamond Cup Rome gewonnen hatte. Im folgenden Jahr belegte er bei seinem Profidebüt beim EVLS Prague Showdown 2018 den 5. Platz. Seinen ersten Sieg als IFBB-Pro-Athlet errang er 2021 beim EVLS Prague Pro, was ihn erstmals für den Mr.-Olympia-Wettbewerb 2022 qualifizierte, bei dem er den 6. Platz belegte. 2023 gewann er den Arnold Classic US und steigerte sich später beim Mr. Olympia auf den 3. Platz. 2024 gewann Dauda den Mr. Olympia vor Hadi Choopan und dem Titelverteidiger Derek Lunsford und holte sich außerdem den Titel des People’s Champion. Er war der erste Bodybuilder nigerianischer Abstammung, der den Mr. Olympia-Wettbewerb gewann.
Dauda arbeitete während 13 professioneller Shows mit Miloš Šarčev als seinem Trainer zusammen, bevor er sich im März 2024 von ihm trennte. Seine Frau Marlena Gustowska übernahm das Training für Dauda und war damit die erste Frau, die einen „Mr. Olympia“-Gewinner trainierte.